# Klaas Koelstra
Klaas Koelstra (Balk, 3 maart 1914 - Sneek, 14 juli 1944) was een Nederlands verzetsstrijder tijdens de Tweede Wereldoorlog.
Koelstra werd geboren in 1914 in Balk geboren als zoon van Hendrik Koelstra en van Geeltje van Hout.Hij was tijdens de oorlog lid van de Landelijke Organisatie voor Hulp aan Onderduikers (L.O.) en was daarnaast werkzaam als gemeenteambtenaar. Hij was woonachtig aan de Troelstrakade in Sneek. In de nacht van 13 en 14 juli 1944 werd hij door vijftien mannen uit zijn huis gehaald en naar de Leeuwarderweg gebracht. Zijn vrouw had de deur geopend voor de Duitsers en hoorde enige tijd later een - wat zij noemde - satanische lach.
Koelstra werd omstreeks kwart voor drie 's ochtends op de Leeuwarderweg ter plekke geëxecuteerd door een groep NSKK'ers, onder leiding van Jan Ale Visser. Zijn dood was een represaillemaatregel in Sneek voor de dood van Gaele van der Kooij. Deze nacht ging de geschiedenisboeken in als Sneker Bloednacht.
Klaas Koelstra ligt begraven op de Algemene Begraafplaats van Sneek. In de stad zijn verschillende monumenten die hem herdenken, waaronder het Oorlogsmonument en het herdenkingspaneel in de Grote of Martinikerk. Zijn naam staat ook op de Erelijst van Gevallenen.